# Shanes VI
Shanes VI  är Shanes femte album, och utkom 1967. Medverkar på inspelningarna gör: Tommy Wåhlberg (gitarr och sång), Lennart Grahn (sång), Kit Sundqvist (orgel och sång), Svante Elfgren (bas) och Tor-Erik Rautio (trummor).

## Låtlista
1. Love Me, Please Love Me (Polnareff-Gerald)
2. New York Mining Disaster 1941 (Gibb-Gibb)
3. Without You (Marsden)
4. For A Little While (Shannon)
5. It's No Use (Grahn)
6. Away From You (Wilcox-Elias- Draper)
7. Sunday Will Never Be The Same (Pistilli-Cashman)
8. Elusive Butterfly (Lind)
9. In Your Eyes (Sundqvist)
10. The Boat That I Row (Diamond)
11. 98/6 (Sundqvist)
12. Julie-Ann (Sundqvist)